# Flaga : Book of Angels Volume 27

Flaga : Book of Angels Volume 27 est un album de compositions de John Zorn jouées par un trio formé pour l'occasion et comprenant Craig Taborn au piano, Christian McBride à la contrebasse et Tyshawn Sorey à la batterie.

## Titres
| No | Titre           | Durée |
| -- | --------------- | ----- |
| 1. | Machnia         | 7:59  |
| 2. | Peliel          | 4:34  |
| 3. | Katzfiel        | 4:18  |
| 4. | Talmai (Take 1) | 4:43  |
| 5. | Shoftiel        | 10:41 |
| 6. | Agbas           | 4:08  |
| 7. | Rogziel         | 2:38  |
| 8. | Harbonah        | 4:09  |
| 9. | Talmai (Take 2) | 5:42  |

## Personnel
- Craig Taborn - piano
- Christian McBride - contrebasse
- Tyshawn Sorey - batterie